# Boog van Samara

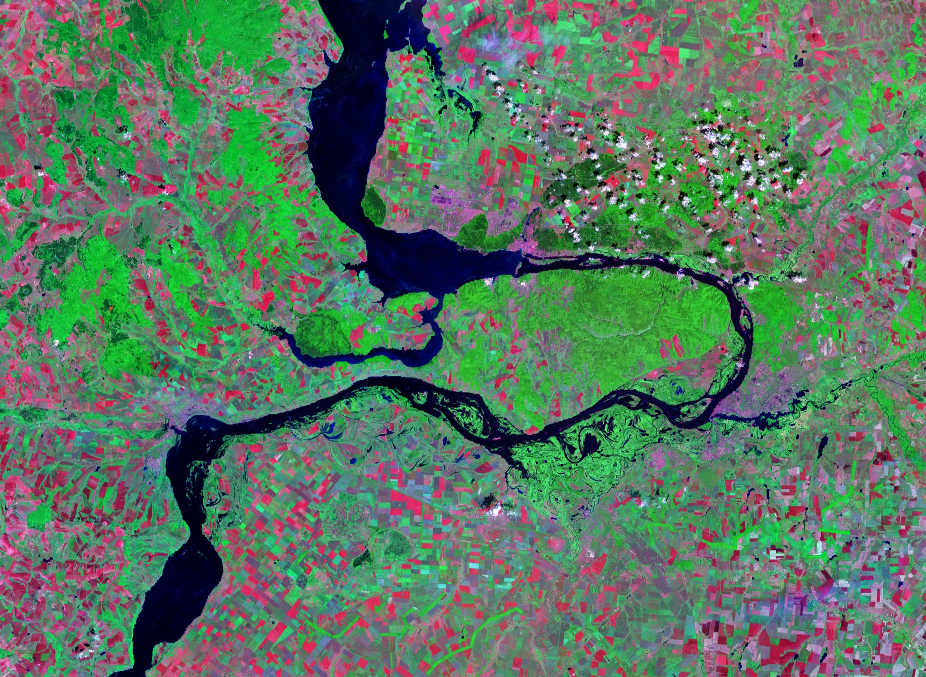
Boog van Samara. De stad Samara ligt ten zuidoosten van de Boog

De Boog van Samara, Samarabocht of Samarakromming (Russisch: Самарская Лука; Samarskaja Loeka) is de benaming voor een C-buiging in de middenloop van de Wolga tussen de Russische steden Toljatti, Samara en Syzran bij de instroom van de Samara in de oblast Samara. De rivier maakt hier eerst een bocht naar het oosten en vervolgens naar het zuidwesten. De benaming wordt zowel voor de bocht in de rivier zelf als voor het land ertussen gebruikt. Dit land meet ongeveer 30 (maximaal) bij 70 kilometer en heeft een oppervlakte van ongeveer 1585 km². De rivierbocht heeft een lengte van ongeveer 200 kilometer en omsluit het enige gebergte van tektonische oorsprong op het Russisch Laagland, het tot 300 meter hoge heuvelland Zjigoeli, dat verantwoordelijk is voor de bocht.

## Geschiedenis
De vallei van de Samararivier biedt een natuurlijke doorgang naar de riviervallei van de Oeral en was daardoor een belangrijke handelsroute tussen Europese en Centraal-Aziatische culturen. Een aantal belangrijke archeologische culturen hadden hun centrum hier:
- Samaracultuur (5000 - 4000 v.Chr.)
- Chvalynskcultuur (± 4900 - 3500 v.Chr.)
- Poltavkacultuur (± 2700 - 2100 v.Chr.)
- Potapovkacultuur (± 2500 - 2000 v.Chr.)
- Abasjevocultuur (± 17e - 16e eeuw v.Chr.)

De boog vormde door de doorgang naar de Oeral echter ook een belangrijke invalsroute. Zo vond hier in 1223 de Slag bij de Boog van Samara plaats tussen Wolga-Bolgarië en de Mongolen van de Gouden Horde, de eerste slag die de Mongolen verloren. Toen de Russen het gebied innamen, lieten ze er forten bouwen om de zoutwerken ten noorden ervan te beschermen. Deze forten groeiden later uit tot steden als Syzran en Samara. In de sovjettijd werd aan de bovenloop de waterkrachtcentrale Leninski geplaatst.

## Natuur
Aan de grens met de boog ligt het Biosfeerreservaat Zjigoeljovski en in de boog zelf ligt het Nationaal Park Boog van Samara, dat het grootste deel van het gebied omvat. In de bossen in de boog bevinden zich veel plantensoorten die alleen daar voorkomen. Ten noorden van Samara stroomt de rivier de Sok in de Wolga. Niet ver van haar monding bevindt zich Tsarev Koergan, een heuvel waaraan veel legenden zijn verbonden.
Daar waar de Wolga een scherpe bocht naar rechts maakt en relatief smal wordt, bevinden zich aan weerszijden de rotsen Sernoj en Tip-Tjav, die de "Zjigoelipoorten" worden genoemd. Tussen beide rotsen daalde de aarde, waardoor de Wolga zich erdoorheen kon breken en de rotsen ertussen verpulverde onderweg naar haar nieuwe bestemming; de Kaspische Zee. De Sernoj is de hoogste piek van de Zjigoeli en de Tip-Tjav de hoogste piek van het Sokgebergte.